# آیس رانوی
آیس رانوی (به انگلیسی: Ice Runway) یک فرودگاه است که یک باند فرود یخ دارد و طول باند آن ۳۰۴۸ متر است. این فرودگاه در کشور جنوبگان قرار دارد و در ارتفاع ۰ متری از سطح دریا واقع شده‌است.